# Coelomera atrocoerulea
Coelomera atrocoerulea es un coleóptero de la familia Chrysomelidae.
Fue descrita científicamente en 1878 por Jacoby.